# Otto Diederichs
Otto Diederichs (* 17. April 1904 in Danndorf; † 4. Oktober 1957 in Braunschweig) war ein deutscher Jurist in der Polizeiverwaltung und SS-Oberführer, der zur Zeit des Nationalsozialismus in der braunschweigischen Polizeiverwaltung und im Hauptamt Ordnungspolizei tätig war. Aufgrund seiner Verwaltungstätigkeiten im Polizeidienst, insbesondere in Schutzhaftangelegenheiten, ordnet die Historikerin Irmtrud Wojak Diederichs als Schreibtischtäter ein.

## Leben
Diederichs war der  Sohn eines Lehrers. Nach dem Ende seiner Schullaufbahn absolvierte er ein Studium der Rechtswissenschaft an den Universitäten Jena, Innsbruck sowie Leipzig und legte 1927 die erste juristische Staatsprüfung ab. In Jena wurde er 1930 zum Dr. jur. promoviert mit der Dissertation Die staatspolitische und staatsrechtliche Entwicklung des Landes Braunschweig nach der Revolution von 1918. Die zweite juristische Staatsprüfung bestand er 1931 am Oberlandesgericht Braunschweig. Anfang Februar 1932 trat Diederichs als Regierungsassessor in die Kreisdirektion Braunschweig-Land ein. Kurz darauf riet ihm der Rechtsanwalt und spätere NS-Justizminister des Landes Braunschweig Friedrich Alpers, mit dem Diederich flüchtig bekannt war, er solle „in die Partei (= NSDAP) eintreten, was bei der gegenwärtigen politischen Konstellation […] hilfreich sein könne“. Diederich folgte diesem Rat unverzüglich.
Schon vor der Machtergreifung der Nationalsozialisten trat er zum 1. April 1932 der NSDAP (Mitgliedsnummer 1.058.283) und SA bei. Am 25. Oktober 1933 trat Diederichs in die SS ein (SS-Nr. 109.195). Nachdem der NS-Politiker Dietrich Klagges zum Ministerpräsidenten des Freistaates Braunschweig ernannt worden war, richtete er 1933 das Landespolizeiamt Braunschweig ein und setzte als dessen Leiter Friedrich Jeckeln ein. Im September 1933 wurde Diederichs Jeckelns Hilfsreferent. Anfang April 1934 wurde Diederichs zum Regierungsrat befördert und Jeckelns Stellvertreter bei der neu eingerichteten politischen Polizei. Im Bereich der braunschweigischen Polizeiverwaltung war er für die behördliche Umsetzung der politischen Vorgaben zuständig. So  entwarf er neben weiteren Erlassen und Verfügungen das „Gesetz über die braunschweigische Politische Polizei“. Auch oblagen ihm die Schutzhaftangelegenheiten im Land Braunschweig, die administrative Abwicklung zur Überstellung von NS-Gegnern in Konzentrationslager. Diederich war für sämtliche Schutzhaftangelegenheiten im Freistaat Braunschweig verantwortlich und wurde dadurch zum Entscheider sowie Verwalter der politischen Verfolgung. Im April 1937 erfolgte seine Ernennung zum Oberregierungsrat. Während der Novemberpogrome 1938 koordinierte er im Land Braunschweig das planmäßige Vorgehen gegen jüdische Bürger, die Polizeieinsätze und ihre Festnahmen.
Während des Zweiten Weltkrieges meldete er sich im Juli 1940 zur Wehrmacht und wurde im Herbst dieses Jahres zum Regierungsdirektor befördert. Sein Vorgesetzter Jeckeln schlug ihn mehrfach zur Beförderung vor, wobei er ihm „überdurchschnittliches Können“ attestierte und dass er ein „durchdrungener Nationalsozialist“ sei. Unabkömmlich gestellt schied er im April 1941 aus der Wehrmacht aus und war anschließend bis Dezember 1941 Leiter des Amtes Verwaltung und Recht beim Befehlshaber der Ordnungspolizei im deutsch besetzten Norwegen. Sein Dienstsitz war Oslo. Anschließend war er im Hauptamt Ordnungspolizei in Berlin eingesetzt, das dem Reichsministerium des Inneren angegliedert war. Von dort wurde er im Herbst 1942 zum Höheren SS- und Polizeiführer Russland-Nord Jeckeln, seinem ehemaligen Vorgesetzten, nach Riga abgeordnet. In Riga leitete er beim HSSPF das Amt Verwaltung und Recht bis November 1943. Von Dezember 1943 bis zum Kriegsende im Mai 1945 war Diederichs, seit Mai 1943 Ministerialrat, wieder im Hauptamt Ordnungspolizei tätig. Ab Dezember 1943 war er Jurist beim Leiter der Ordnungspolizei Alfred Wünnenberg. Des Weiteren übernahm er ab Anfang 1944 die Leitung der Amtsgruppe W II im Hauptamt Ordnungspolizei und war ab Juni 1944 ständiger Vertreter des dortigen Wirtschaftsverwaltungsamtsleiters August Frank. Innerhalb der SS wurde er im November 1944 noch zum SS-Oberführer befördert, seinem höchsten erreichten SS-Rang.
Nach Kriegsende befand sich Diederichs von Mai 1945 bis März 1947 in alliierter Internierung. Danach wurde er in Braunschweig in Untersuchungshaft genommen und Mitte Februar 1948 gegen Kaution entlassen. Nach einem im Juni 1949 durchgeführten Spruchkammerverfahren in Bielefeld wurde Diederichs unter Anrechnung der Internierungshaft als Funktionsträger des NS-Regimes und als SS-Führer zu 20 Monaten Haft verurteilt. Diederichs gab bei den Verhandlungen an, in allen Schutzhaftangelegenheiten lediglich ausgeführt zu haben, was seine Vorgesetzten Klagges und Jeckeln von ihm verlangt hatten. Von Folter und Morden in Konzentrationslagern habe er nichts gewusst. Wenige Monate später wurde er jedoch in Braunschweig als Mitläufer entnazifiziert. Die Staatsanwaltschaft Braunschweig ermittelte aber weiter gegen Diederichs, welcher  beschuldigt war „unmenschliche Handlungen durch die Verfolgung anderer aus politischen Gründen und durch Freiheitsberaubung in mindestens 27 Schutzhaftfällen begangen zu haben“. Zunächst wurde im Mai 1950 die Eröffnung einer Hauptverhandlung gegen Diederichs abgelehnt, da dieser nach dem seinerzeitigen Rechtsverständnis gehandelt habe. Fritz Bauer, Generalstaatsanwalt am Oberlandesgericht Braunschweig, legte gegen diese Entscheidung erfolgreich Widerspruch ein. Im Februar 1953 wurde Diederichs in acht Fällen der Beihilfe zur erschwerten Freiheitsberaubung im Amt zu einer neunmonatigen Haftstrafe verurteilt. Eine durch Diederichs und die Staatsanwaltschaft beantragte Revision wurde durch den Bundesgerichtshof verworfen. Durch das geringe Strafmaß musste Diederichs infolge des Straffreiheitsgesetzes von 1949 die Strafe nicht antreten.